# Welluidendheidsnu
De welluidendheidsnu (Oudgrieks: νῦ ἐφελκυστικόν) is in de Oudgriekse grammatica een letter nu ('ν', equivalent met 'n') die wordt toegevoegd aan het einde van een woord om een hiaat te voorkomen of omwille van lettergreeplengte in de poëzie.